# Marian Michalczik
Marian Michalczik (* 1. Februar 1997 in Beckum) ist ein deutscher Handballspieler.
Der 1,98 m große Rechtshänder spielt für die TSV Hannover-Burgdorf und wird überwiegend als linker Rückraumspieler eingesetzt.

## Karriere

### Verein
Michalczik begann 2002 bei der Ahlener SG mit dem Handballspielen und durchlief dort sämtliche Jugendmannschaften bis zur B-Jugend. Aufgrund einer Sondergenehmigung des Verbandes spielte er bereits mit 16 Jahren in der 1. Mannschaft in der Oberliga. Im Sommer 2014 wechselte er dann zu GWD Minden, um dort zunächst für die A-Jugend in der Bundesliga und für die zweite Mannschaft in der 3. Liga zu spielen. Ab der Saison 2015/16 war Michalczik auch fester Bestandteil der 1. Mannschaft und feierte im selben Jahr den Bundesliga-Aufstieg. Zur Saison 2019/20 übernahm er das Amt des Mannschaftskapitäns. Ab der Saison 2020/21 lief er für die Füchse Berlin auf. Im Sommer 2022 wechselte er zur TSV Hannover-Burgdorf.

### Nationalmannschaft
Michalczik absolvierte 18 Jugend- und 20 Junioren-Länderspiele für den DHB.
Mit den U-20-Junioren holte er Silber bei der Europameisterschaft 2016 in Dänemark.
Für die Herren-Nationalmannschaft debütierte er am 18. Juni 2017 im EM-Qualifikationsspiel gegen die Schweiz. Sein erstes Tor für die Nationalmannschaft erzielte am 7. Januar 2018 in seinem zweiten Länderspiel, einem Testspiel gegen Island. Zur Europameisterschaft 2018 wurde er von Bundestrainer Christian Prokop in den 20er-Kader berufen, der die Vorbereitung bestritt. Er schaffte es anschließend nicht in den Kader, welcher zur EM reiste. Bei der Weltmeisterschaft 2025 scheiterte die DHB-Auswahl im Viertelfinale und beendete das Turnier auf Rang 6. Michalczik wurde vor dem letzten Hauptrundenspiel nachnominiert und bestritt zwei Partien.

## Privates
Michalcziks Familie ist eng mit dem Handballsport verbunden. Mutter Martina besitzt die B-Lizenz, ist Stützpunktleiterin des Handballverbandes Westfalen und Jugendtrainerin in Ahlen. Sein älterer Bruder Marvin (* 1995) spielte bis 2018 in der 3. Liga für die Ahlener SG, seine jüngere Schwester Malina Marie (* 2001) wurde 2017 U-17-Europameisterin und mit Borussia Dortmund 2019 Deutscher Meister der A-Juniorinnen.
Im Januar 2022 heiratete Michalczik.

## Erfolge
- Aufstieg in die Bundesliga (1): 2016
- Vize-Europameister der U-20-Junioren (1): 2016
- Bester Vorlagengeber der Handball-Bundesliga: 2022/23